# Birtelmo
Birtelmo (Byrhthelm; ... – 15 maggio 973) è stato un vescovo e arcivescovo anglosassone.

## Biografia
Birtelmo era un monaco dell'abbazia di Glastonbury quando fu nominato vescovo di Wells nel 956. Tre anni più tardi fu elevato ad arcivescovo di Canterbury per volere del morente Edwing d'Inghilterra. Dopo la morta di Oda, infatti, Edwing aveva nominato arcivescovo Elfsige I, che morì mentre si recava a Roma per ricevere il pallio dal papa. Al suo posto, Edwing nominò quindi Birtelmo, che fu tuttavia deposto pochi mesi dopo, quando Edgardo d'Inghilterra salì al trono: il nuovo re infatti non riteneva Birtelmo all'altezza della posizione, dato che era già stato un vescovo deludente a Wells, in quanto troppo mansueto per mantenere la disciplina. Il vescovo tornò quindi a Wells, continuando ad amministrare la diocesi fino alla morte nel 973.